# Хунчун
Хунчун (кин: 珲春市, Húnchūn Shì) град је у Ђилину, покрајини на североистоку Кине. Припада префектури Јанбјан, на граници са Северном Корејом. 
У овом граду, према подацима из 2005, живи око 250.000 становника. Национални састав је: 54,2 Хан Кинези, 37% Корејци, 8,4% Манџурци. 
Површина града је 5.145 km². 